# Gregory Widen
Gregory Widen (n. 30 noiembrie 1958, California, SUA) este un regizor și scenarist american.

## Filmografie
- Highlander (1986) scenarist
- Weekend War (1988) scenarist, co-producător
- Backdraft (1991) scenarist
- Space Rangers (1993) scenarist
- Tales from the Crypt: "Half-Way Horrible" (1993) scenarist, regizor
- The Prophecy (1995) scenarist, regizor 
  - The Prophecy II (1998) producător executiv
- Rescue 77 (1999) creator, scenarist, producător executiv
- Green Sails (2000) scenarist, co-producător executiv
- Blast (2004) scenarist, regizor secund (nemenționat)
- Blood Makes Noise (2013) roman
- OtherLife (2017) scenarist